# 앤서니 조지

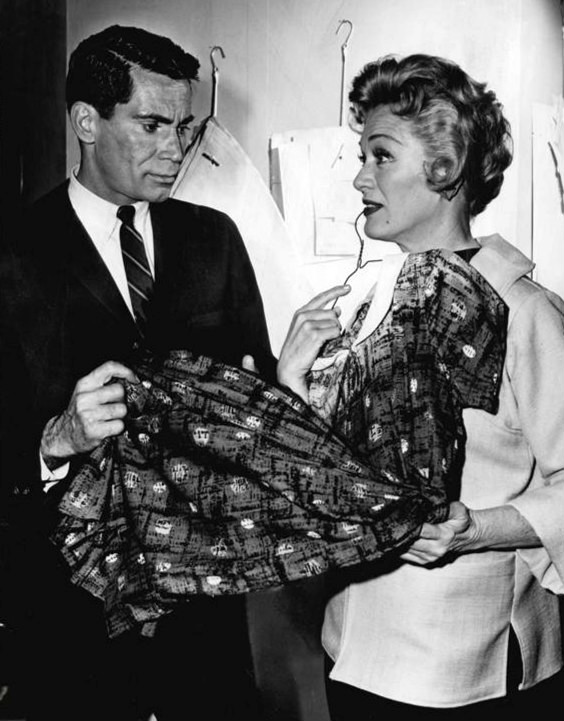

앤서니 조지(영어: Anthony George, 1921년 1월 29일 ~ 2005년 3월 16일)는 미국의 배우이다.
뉴포트비치에서 사망하였다. 사인은 폐기종이다.

## 방송
- One Life to Live
- 추격
- 선셋 77번가

## 영화
- 원 라이프 투 리브 (1968년)
- 추격 (1959년)
- 선셋 77번가 (1958년)
- 조로 (1957년)
- 웨어 더 사이드워크 엔드 (1950년)